# Esther Dale
Esther Dale (Beaufort, 10 novembre 1885 – Los Angeles, 23 luglio 1961) è stata un'attrice statunitense.

## Filmografia parziale

### Cinema
- Notte di nozze (The Wedding Night), regia di King Vidor (1935)
- Lotta di spie (The Great Impersonation), regia di Alan Crosland (1935)
- L'orribile verità (The Awful Truth), regia di Leo McCarey (1937)
- Un colpo di fortuna (Easy Living), regia di Mitchell Leisen (1937)
- Ritorna l'amore (Made for Each Other), regia di John Cromwell (1939)
- I cavalieri azzurri (Ten Gentlemen from West Point), regia di Henry Hathaway (1942)
- Io e l'uovo (The Egg and I), regia di Chester Erskine (1947)
- I milionari (Ma and Pa Kettle), regia di Charles Lamont (1949)

### Televisione
- Lock-Up – serie TV, episodio 2x04 (1960)